# Innes Asher

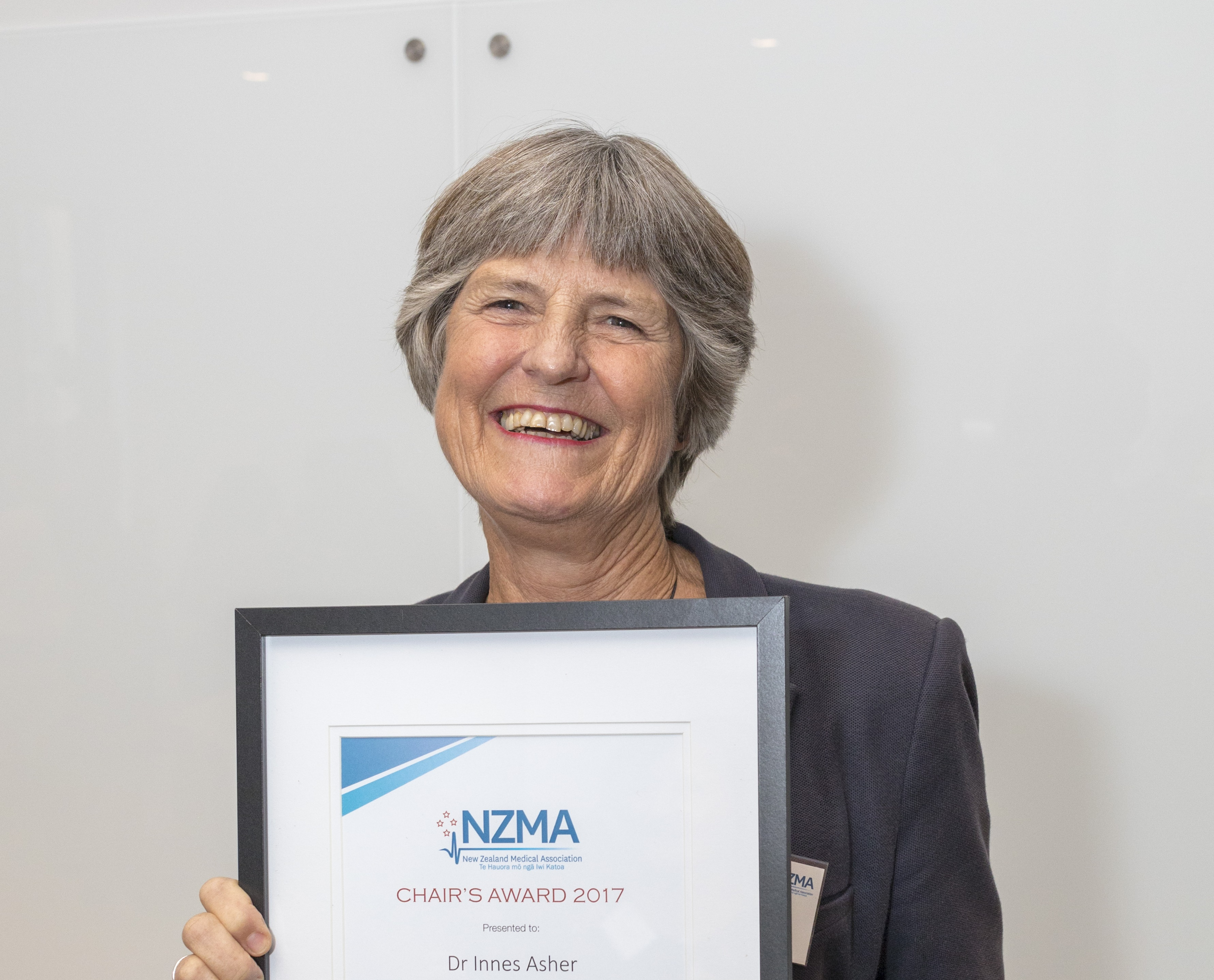
Innes Asher, 2018

 Monica Innes Asher  ONZM (* 20. Jahrhundert) ist eine neuseeländische Medizinerin, und Hochschullehrerin. Sie ist emeritierte Professorin für Pädiatrie an der University of Auckland. Ihre Forschung hat dazu beigetragen, das Bewusstsein dafür zu schärfen, dass Armut eine Hauptursache für akute und chronische Erkrankungen bei Kindern ist.

## Leben und Werk
Asher besuchte von 1955 bis 1960 die Glenavon School und dann bis 1967 die Auckland Girls' Grammar School. Sie gehörte 1968 zu den ersten Studierenden, die die School of Medicine der University of Auckland besuchten. Nach ihrem MBChB-Abschluss in Medizin absolvierte sie drei Jahre lang ein Aufbaustudium in Pädiatrie in Auckland, Whakatane, Ruatoki und am Montreal Children's Hospital, wo sie sich auch auf Atemwegsmedizin spezialisierte.
Sie war bis zu ihrem Ausscheiden aus der klinischen Tätigkeit im September 2020 pädiatrische Pneumologin am Starship Children's Hospital in Auckland. Von 1992 bis 2012 war sie Vorsitzende der International Study of Asthma and Allergies in Childhood (ISAAC) und anschließend von 2012 bis 2022 Vorsitzende des Global Asthma Network.
Sie war mehr als 13 Jahre lang bis 2016 Leiterin der Abteilung für Pädiatrie. Sie führte eine wöchentliche Klinik als Atemwegskinderärztin am Starship Children's Hospital fort und leitete zwei weltweite Forschungsstudien über Asthma und Allergien. Sie leitete die International Study of Asthma and Allergies in Childhood (ISAAC) und das Global Asthma Network.
Sie ist Mitglied der Lenkungsgruppe des National Child and Youth Epidemiology Service und ebenfalls Mitglied des Verwaltungsausschusses der Child Poverty Action Group und fördert Maßnahmen, um Kinder aus der Armut zu befreien.
2018 wurde sie als Mitglied der Welfare Expert Advisory Group (WEAG) der Regierung ausgewählt. 2019 wurde sie von der Weltgesundheitsorganisation zur Expertin für chronische Atemwegserkrankungen ernannt.

## Ehrungen (Auswahl)
- 2003: Offizier des New Zealand Order of Merit (ONZM)[5]
- 2007: mit der Liley-Medaille des neuseeländischen Health Research Council für die Untersuchung der Veränderung der Prävalenz von Asthma, Rhinitis und Ekzemen bei Kindern weltweit ausgezeichnet[6]
- 2017: 150 Women in 150 Words der Royal Society Te Apārangi
- 2018: Chair's Award 2017 der New Zealand Medical Association[7]